# کلیسای کیش
کلیسای کیش (به ترکی آذربایجانی: Kiş kilsəsi) ، کلیسایی از سده 12 یا 13 میلادی است که در روستای کیش در ۵ کیلومتری شهر شکی در جمهوری آذربایجان جای گرفته‌ است. این کلیسا متعلق به آلبانیایی‌های قفقاز بوده‌ است.

## نگارخانه

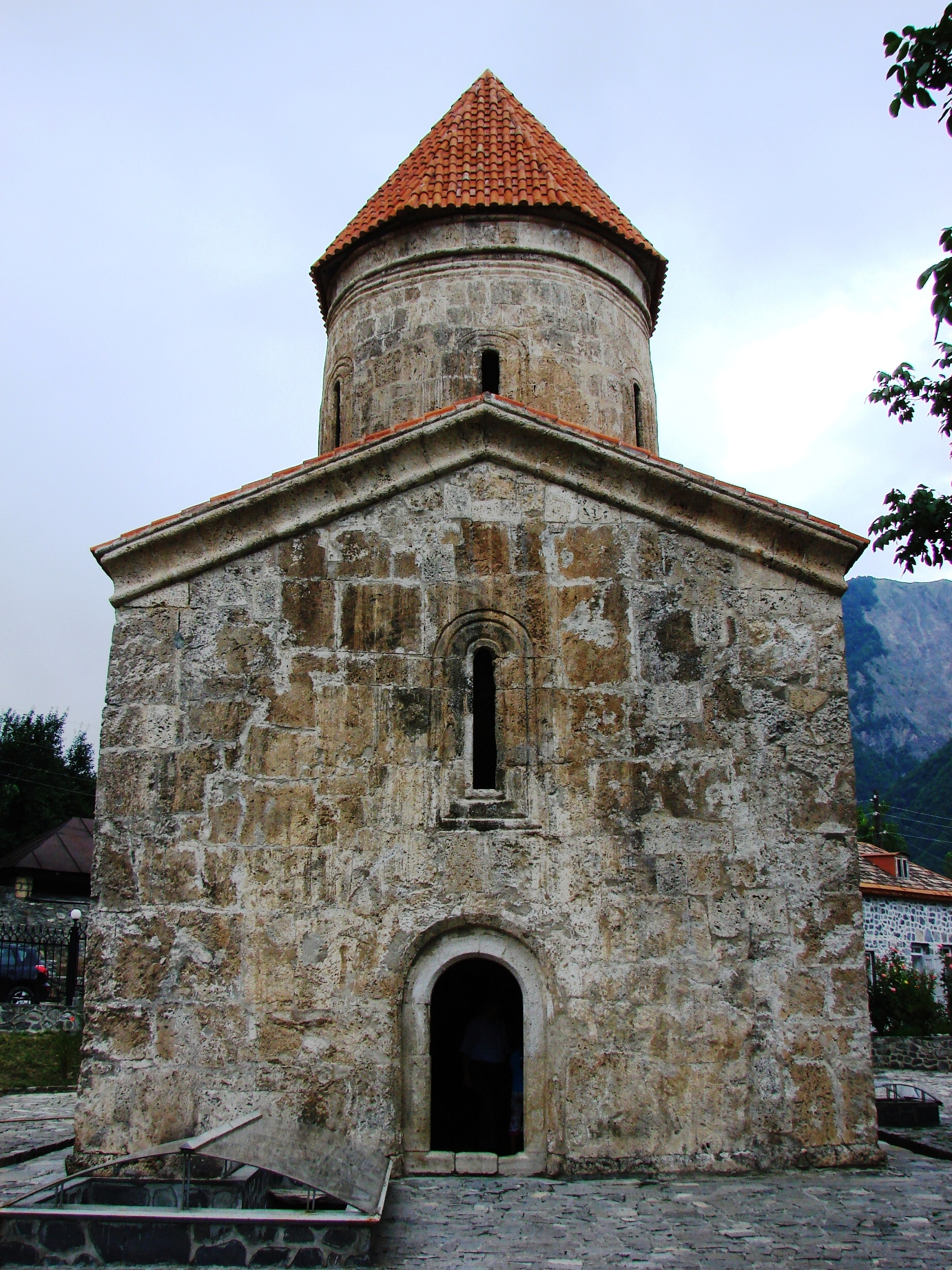
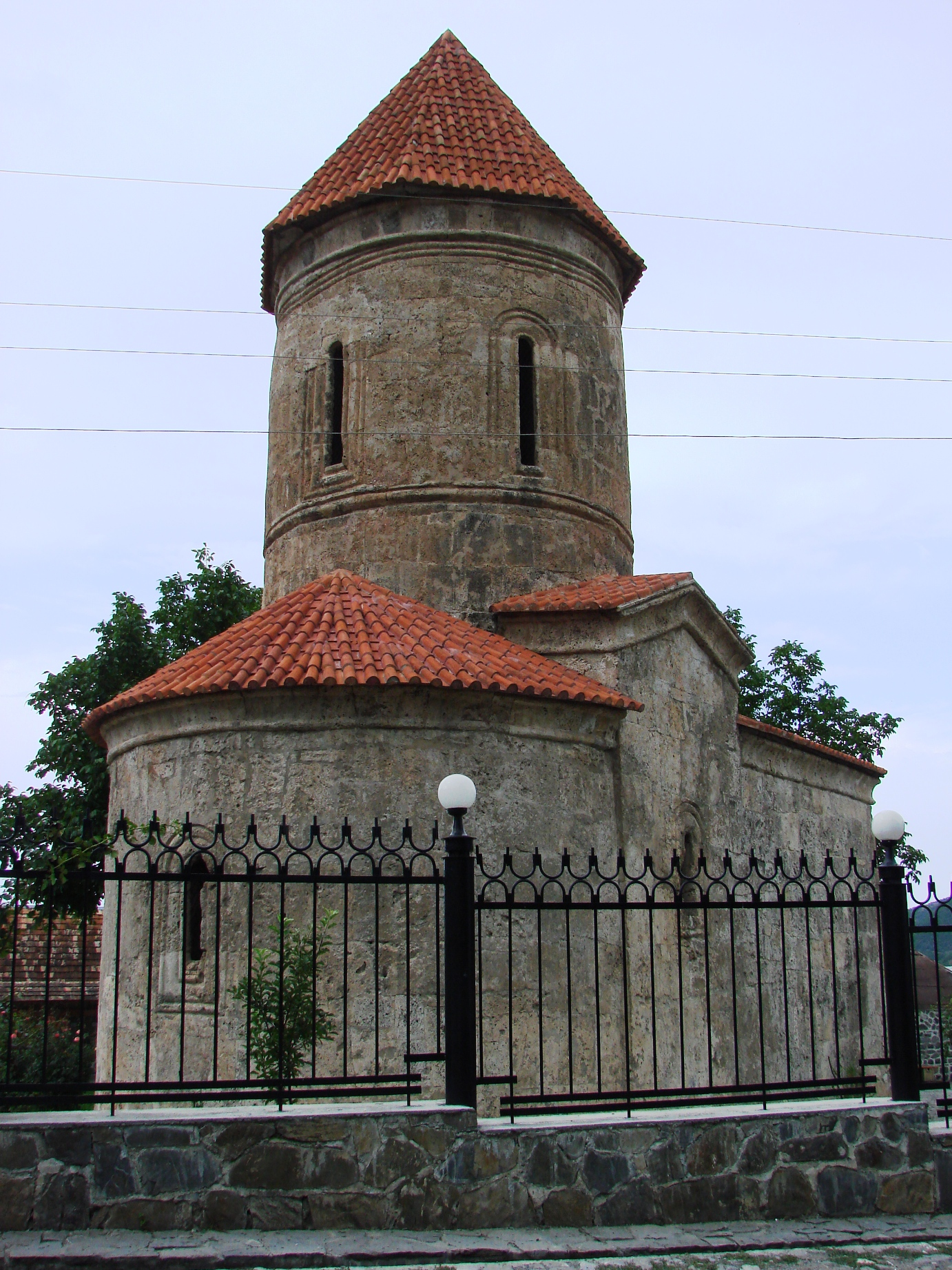
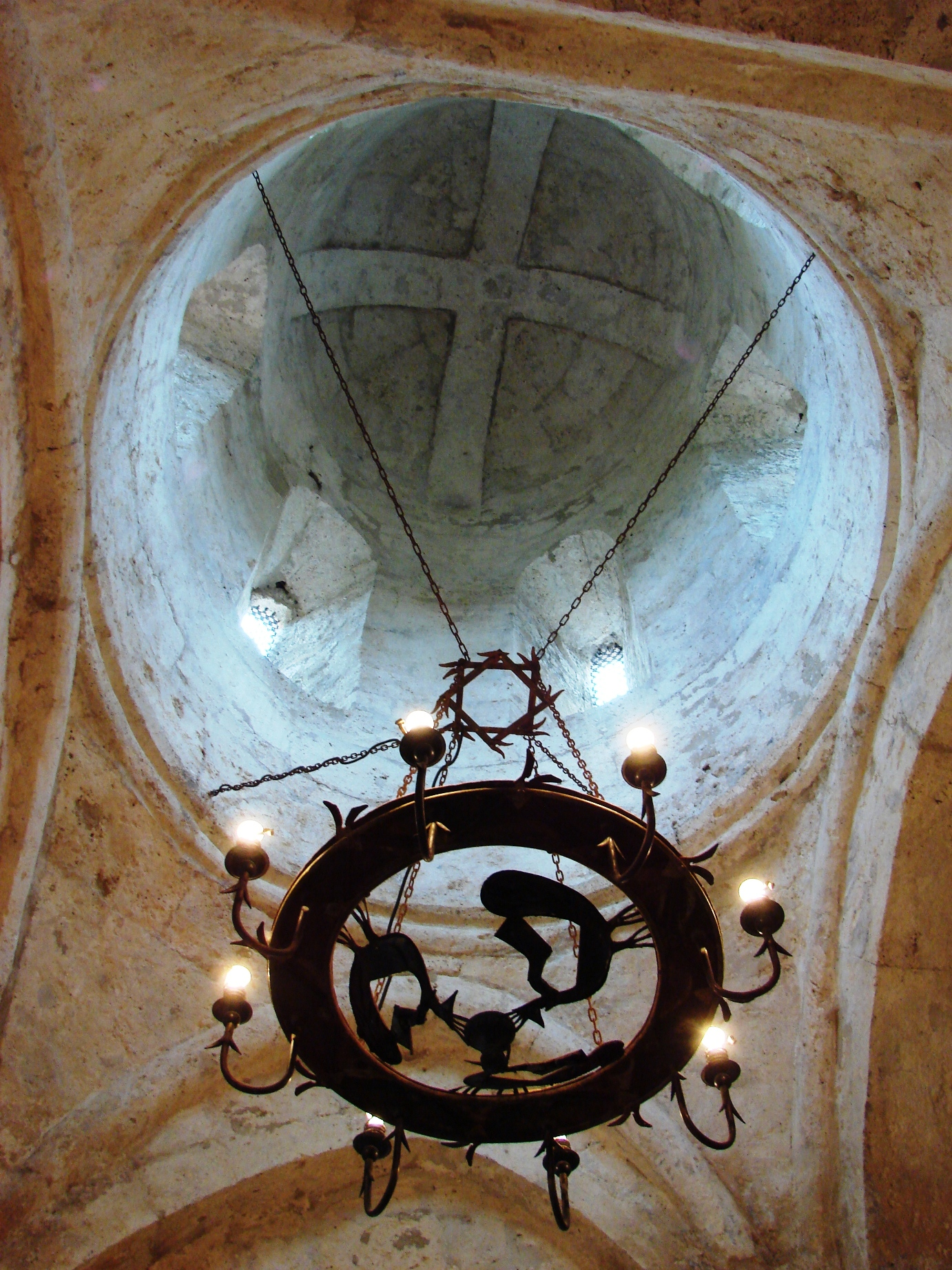
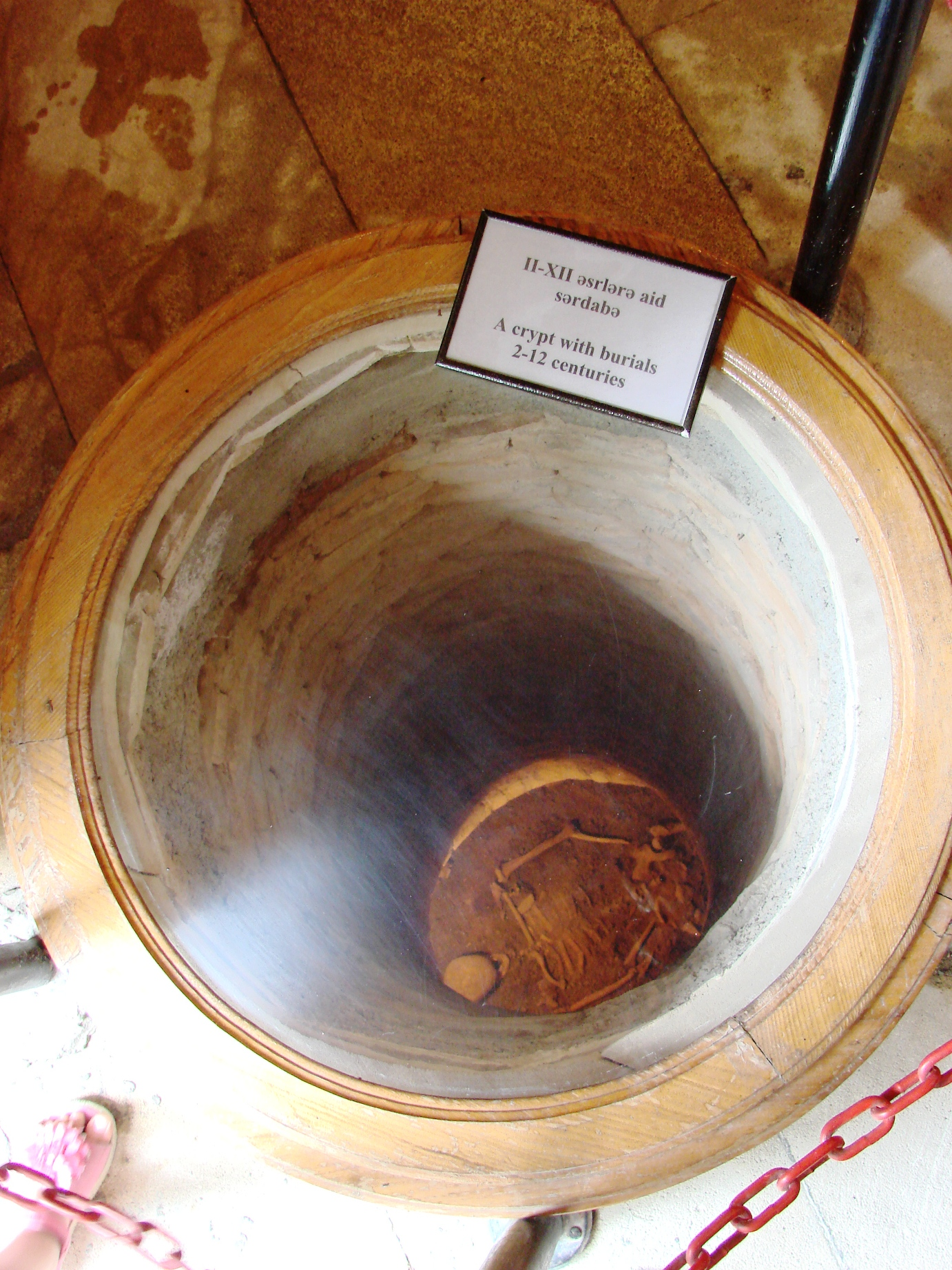
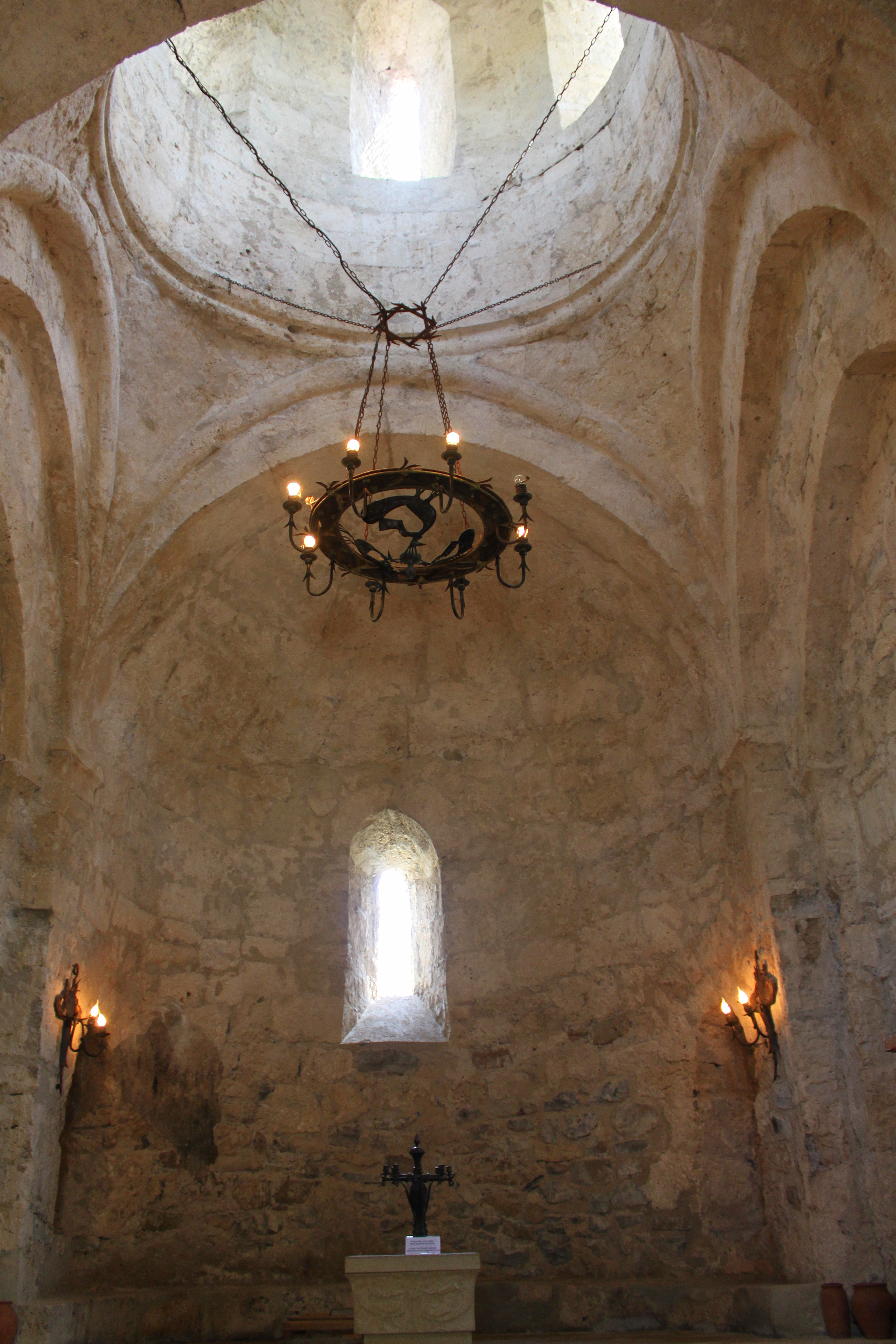
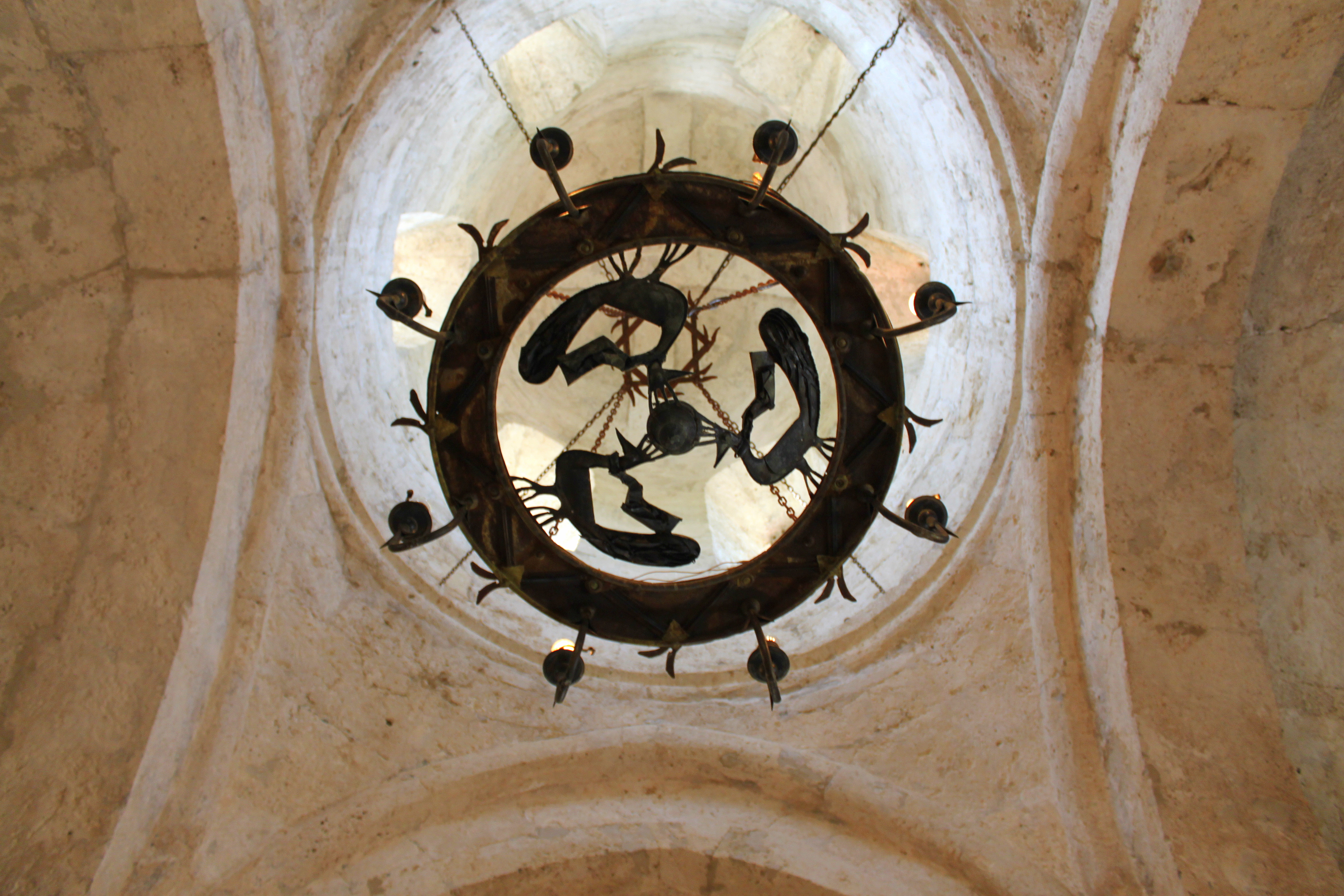